# 카아크
카아크(아랍어: كعك)는 아랍어로 "케이크"를 가리키는 단어로 아랍 세계와 근동 지방에서 시작된 몇몇의 빵을 나타낸다.

## 종류

### 링

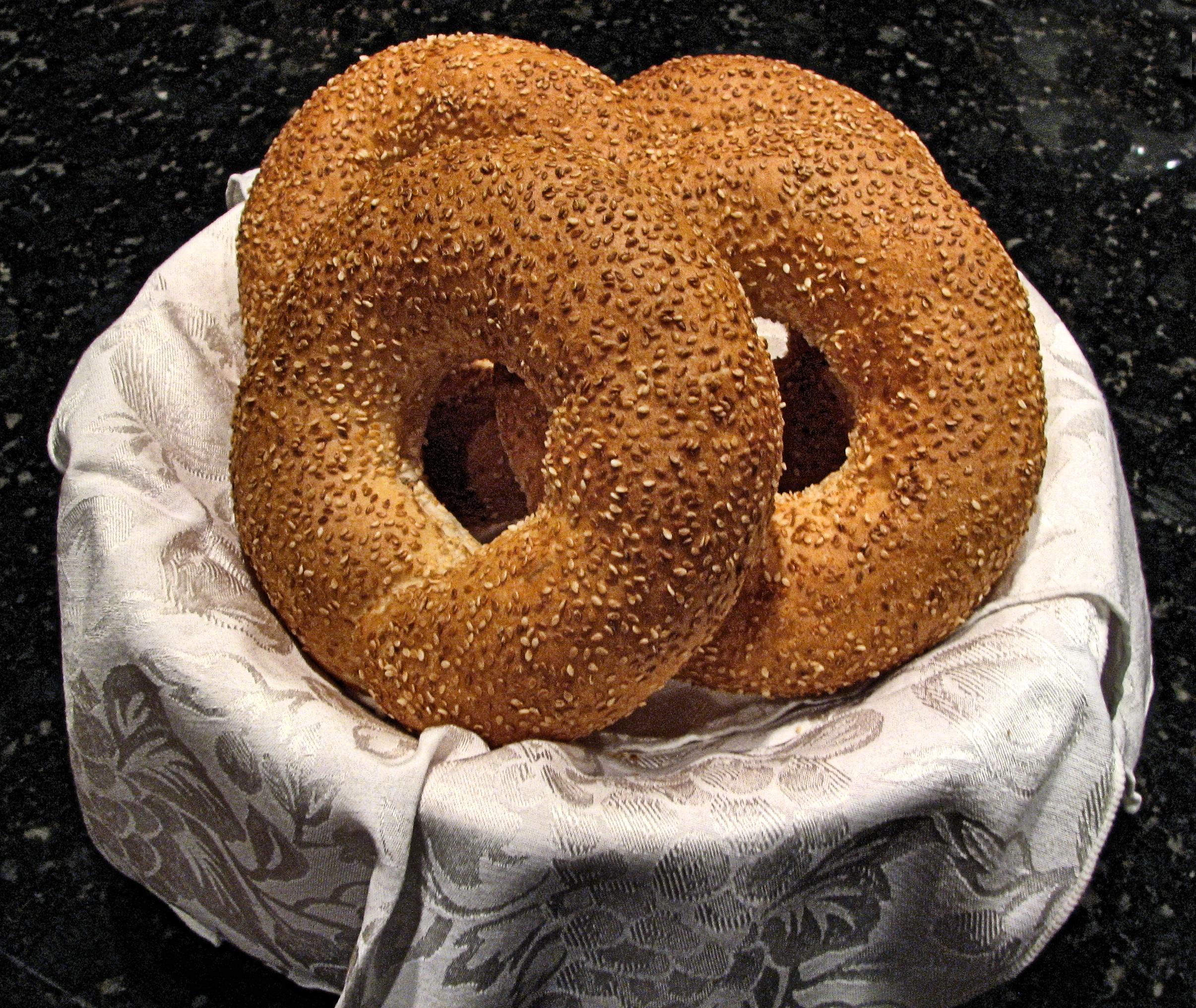
참깨가 뿌려진 카아크 링

용어 "카아크"는 주로 참깨가 뿌려진 링 모양의 아라비아 빵을 가리킨다. 발효된 병아리콩은 팽창제로 사용된다. 이렇게 만들어진 카아크는 주로 노점상에서 팔리며, 자타르와 함께 간식이나 길거리 음식으로서 유명하다. 동예루살렘에서는 카아크가 오븐에 구운 달걀이나 팔라펠과 함께 제공되기도 한다. 헤브론이나 제닌의 팔레스타인인들에게는 링 카야크가 특히 유명하며 링 카야크를 구하기 위해서 예루살렘을 방문하는 사람들도 적지 않다.
레바논에서 카아크 링은 주로 단맛이 나는 반죽으로 만들어지며 참깨가 뿌려지기도 한다. 비슷한 빵인 자타르와 다르게 카아크는 굽고 난 뒤 우유나 설탕을 사용해 윤이 나게 한 뒤 말린다. 튀니지의 유대인들은 이 빵을 만들 때 조금의 소금을 첨가하여 살짝 단맛이 나면서도 짭짤한 카아크를 만든다. 또한 다른 카아크와 다르게 효모를 첨가하지 않는다. 이집트에서는 주로 결혼식과 같은 중대한 행사가 있을 때 아몬드가 첨가된 카아크가 제공된다.

## 같이 보기
- 베이글
- 부블리크
- 시미트